# Dicen...
Dicen... va ser un diari esportiu publicat entre 1952 i 1985, centrat principalment en el futbol. Aquest diari, publicat en llengua castellana i distribuït a tot Espanya, va sortir de la transformació de la revista setmanal del mateix nom creada a Barcelona el 13 de setembre de l'any 1952. L'èxit que la revista setmanal va tenir en lectors va fer que es convertís en diari i el primer exemplar va ser publicat a Barcelona el dijous 4 de febrer de l'any 1965.

## Història

### Context social
Des de l'any 1939, amb el règim polític instaurat a Espanya pels vencedors de la Guerra Civil, la premsa depenia econòmicament, professionalment i en els continguts de les institucions estatals de l'època.
L'any 1965 Manuel Fraga Iribarne era el ministre d'Informació i Turisme al govern espanyol. En aquell moment ja es publicava el diari esportiu Marca, als matins, editat a Madrid (a la seva creació s'editava a Sant Sebastià.) Aquest diari depenia de la Delegació Nacional de Premsa i Propaganda sota la FET i de las JONS. Això va obligar que el dicen... fos un diari vespertí perquè no fes la competència a Marca. A Barcelona s'editava des de l'any 1906 El Mundo Deportivo degà de la premsa esportiva a Espanya. El diari dicen... va tenir el subtítol "Primer diario deportivo de la tarde". Aquest diari va deixar de publicar-se a l'octubre de l'any 1985.

### Inici
Federico Pastor, Francisco Albiach i José Antonio Caro, editors, a principis de 1952 varen fundar l'empresa Ediciones Rápidas SA (ERSA) per publicar la revista setmanal dicen... amb Juliàn Mir com a director. Anteriorment varen implantar a Catalunya un sistema de informació dels resultats de partits de futbol de la lliga espanyola conegut com a "Marcador simultáneo Dardo" que era visible pels espectadors presents als camps de futbol fent alhora publicitat de marques comercials que els proveí de beneficis monetaris. ERSA va publicar un setmanari de nom lean... l'any 1954 que va desaparèixer al sortir dicen...
Les entrevistes i els reportatges varen ser la base periodística del dicen... diari, que va fregar tirades de més de 100.000 exemplars, mentre Diario de Barcelona, el seu arrendador de locals i planta d'impressió, no arribava als 30.000.
A la dècada de mil nou-cents seixanta es començaven a criticar obertament els mitjans per la seva dependència de les institucions estatals, de les federacions, dels clubs i de les empreses editorials. El diari dicen... es va crear amb l'objectiu de donar una opinió independent, difícil en aquells temps. El general Franco va morir l'any 1975 i va provocar uns canvis en l'estructura social que reflectien principalment els mitjans generalistes en detriment de l'interès del públic sobre la premsa esportiva.

### La competència

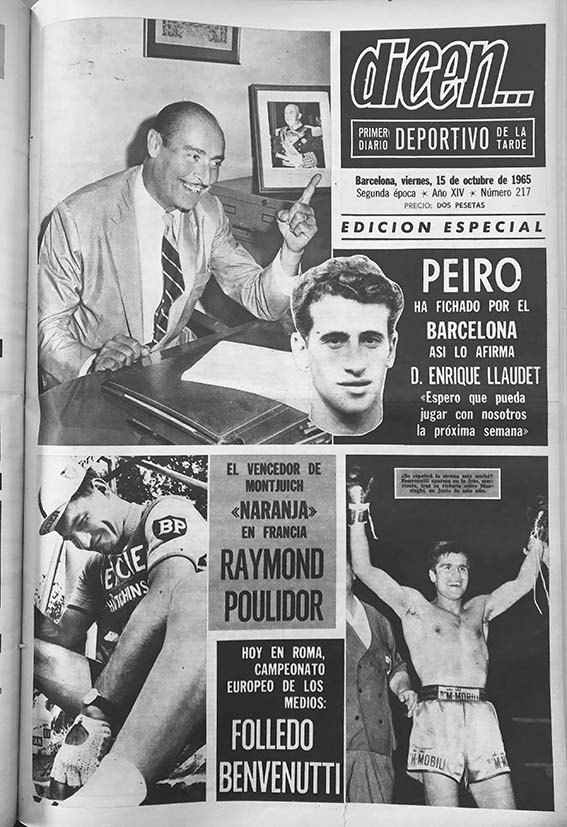
Portada del dia 15 d'octubre de 1965

L'any 1975 va sortir un altre diari fent la competència a dicen...: el 4-2-4 el qual va deixar de publicar-se l'any 1980. El 4-2-4 va ser iniciativa del Grup Mundo del qual Sebastià Auger n'era propietari. En aquest període dicen... va sofrir una crisi en disminuir la seva difusió, crisi que va ser general en publicacions esportives. En el cas del dicen... la crisi es va agreujar pels canvis en l'estructura política i en els propietaris, així com l'aparició l'any 1979 d'un altre diari esportiu, Sport, que feia un important ús del color, i que va iniciar l'aproximació a l'esport com a espectacle.

### El declivi
La televisió va iniciar a Espanya la programació amb les gravacions sobre fets esportius l'any 1963. Al final de la dècada de 1980 TVE ja es podia veure a la major part del territori de l'estat. Juntament amb l'interès del "directe" va incidir en la distribució de dicen... i d'altres publicacions esportives, perquè ja era pública la informació del que estava passant i el públic demanava articles d'opinió i ampliar informacions sobre les conseqüències dels esdeveniments esportius. A l'inici de la dècada dels anys 1970 dicen... tenia una tirada de 97.887 exemplars i l'any 1980 de 49.998.
Pels problemes en la impremta on s'editava des de l'inici, juntament amb Diario de Barcelona, el diari dicen... superava la tirada d'aquest diari amb escreix i Martín Ferrand, director del Diario de Barcelona (1973-1974), va exigir l'augment de pagament per l'ús de les instal·lacions i equipament. L'any 1974 Federico Pastor, d'ERSA, va transferir la propietat al grup Godó, propietari d'El Mundo Deportivo i de La Vanguardia.

## Estructura

### Propietaris
Ediciones Rápidas (ERSA) 1965-1974
Grup Godó (propietari d'El Mundo Deportivo i La Vanguardia) 1974-1983
DUSA (amb Joan Gaspart) i Editorial Mencheta 1983-1985

### Directors
Varen ser directors en primer lloc en Julián Mir fins 1974, succeït per Guillermo Sánchez durant un any. Li seguí Domènec (aleshores Domingo) Garcia fins 1976 i novament Julián Mir fins 1983. Amb l'Editorial Mencheta els directors varen ser Antonio Hernández Filloy seguit de Santiago Gargallo i Josep Prats fins al tancament, l'any 1985.

### Redacció
Com a redactors: Manuel del Arco, Joan Garcia Castell, Martín Girard (pseudònim de Gonzalo Suárez), María Luz Morales, Ricardo Pastor, Manuel Amat, Alfredo Rueda, Carme Trias de Bes, Antoni Campañà, Rafael Vélez, Salvador Corberó, Luis Lainz, Manuel Pulido, Santiago Codina, Manuel Zaragoza, Josep Maria Campos, Jordi Iturria, Rafael Seguí i Justo Conde entre d'altres.
Com fotògrafs: Antonio Campañà, Antonio Pané, Eduardo Monlsalve i Joan Doménech,Florencio Montejano
Com dibuixants: Muntañola, Roca, Escobar, Joso i Peñarroya.
El primer local va ser al carrer Canuda. En transformar-se en diari va passar a l'edifici de Diario de Barcelona, al carrer Muntaner on es tiraven ambdós diaris. Quan va ser adquirit pel Grup Godó, la redacció va passar al carrer Tallers, als locals de TISA, on també s'imprimien La Vanguardia i El Mundo Deportivo. En ser adquirit per l'editorial Mencheta, va acabar a l'edifici del carrer Llúria/Diputació, seu de El Noticiero Universal, de Barcelona.

### Dades tècniques
Tipografia i gravat al buit
Il·lustracions monocolor
Fins a 48 pàgines